# 1923年3月17日日食
1923年3月17日日食是一次日環食，發生於协调世界时1923年3月17日。新月當天（即朔日），地球上觀測到月球和太阳的角距離極小，此時月球如果恰好在月球交點附近，穿過太阳和地球之間，與地球、太阳接近一直線，則會出現日食。月球穿過太阳和地球之間，但距地球較遠，本影未能接觸地表，而使偽本影覆蓋的區域內看到月球的角直徑小於太陽，就形成日環食，同時在偽本影兩側數千公里的半影範圍內形成日偏食。此次日環食經過了智利、阿根廷、福克兰群岛、特里斯坦-达库尼亚的戈夫岛、西南非洲、貝專納、南羅德西亞、葡屬東非、尼亞薩蘭、法屬馬達加斯加，日偏食則覆蓋了南美洲中南部、非洲中南部及周邊部分地區。

## 日食概況

### 出現區域
太平洋東南部、智利麥哲倫-智利南極大區以西約70公里的洋面在日出時最先看到日環食。隨後月球偽本影向東橫跨巴塔哥尼亞，進入南大西洋，覆蓋了英国殖民地福克兰群岛的絕大部分，逐漸轉向東北，覆蓋了英国另一殖民地特里斯坦-达库尼亚的戈夫岛，在戈夫岛東北約1300公里處達到最大食分。此後偽本影繼續向東北跨過非洲南部、莫桑比克海峽、法屬馬達加斯加，在日落時分結束於特羅姆蘭島以東約230公里的印度洋西南部洋面。其中，環食帶共覆蓋了兩個首府——福克兰群岛斯坦利和南羅德西亞索爾茲伯里（今辛巴威首都哈拉雷）。
偽本影經過的陸地包括：
- 智利：自西向東橫貫麥哲倫-智利南極大區中部偏北；
- 阿根廷：聖克魯斯省南部；
- 福克蘭群島全境除南端外的絕大部分；
- ：戈夫岛；
- ：今纳米比亚卡拉斯區西北部、哈達普區除西北和東南外的大部、埃龍戈區東南部、霍馬斯區中南部、奧馬海凱區中南部；
- 貝專納：今波札那卡拉哈迪區北部、杭濟區除東南部外的大部、西北區東南半部、奎嫩區極西北角、中部區中北部、東北區除極東南角外的絕大部分；
- 南羅德西亞：今辛巴威南馬塔貝萊蘭省北半部、北馬塔貝萊蘭省中南部、布拉瓦約市、中部除北部和南端外的大部、馬斯溫戈省北部、西馬紹納蘭省南部、中馬紹納蘭省南部、哈拉雷市、東馬紹納蘭省除北部外的大部、馬尼卡蘭省中北部；
- 葡屬東非：今莫桑比克馬尼卡省中北部、太特省南部、索法拉省中北部、贊比西亞省中南部、楠普拉省南部；
- 尼亞薩蘭：今马拉维南部区南部；
- 法屬馬達加斯加：今法国海外領地新胡安岛，及马达加斯加馬哈贊加省除南部和北端外的大部、圖阿馬西納省北部、安齊拉納納省南部，法国海外領地特羅姆蘭島。[3][4]

除了上述狹窄的環食帶內能看到日環食之外，月球半影覆蓋範圍內都能看到日偏食，包括南美洲中南部、西非東南部、中非除北部外的大部、南部非洲、東非、英埃蘇丹中南部、阿拉伯半岛南部、南极洲靠近大西洋的約一半。

### 基本參數
- 類型：日環食
- 食甚中心處（位於戈夫岛東北約1300公里的南大西洋）資料：
  - 時間：1923年3月17日12:44:34.6
  - 地點：33°1.4′S 2°21.5′E / 33.0233°S 2.3583°E
  - 食分：0.9310（環食帶內最大）
  - 日環食持續時間：7分51.4秒

## 相關的日食

### 1921-1924年的日食
月球交替位於相對的月球交點時，以半個交點年（食年），即約177天又4小時間隔出現下列日食。
| 降交點                                          | 降交點                  |          | 升交點                   | 升交點 |
| 沙羅周期                                        | 地圖                    | 沙羅周期 | 地圖                     |        |
| 118                                             | 1921年4月8日 環食       | 123      | 1921年10月1日 全食       |        |
| 128                                             | 1922年3月28日 環食      | 133      | 1922年9月21日 全食       |        |
| 138                                             | 1923年3月17日 環食      | 143      | 1923年9月10日 全食       |        |
| 148                                             | 1924年3月5日 偏食（南） | 153      | 1924年8月30日 偏食（北） |        |
| 註：1924年7月31日的日偏食屬於下一組交點年系列。 |                         |          |                          |        |

### 沙羅周期
沙羅周期長度為18年11天。本次日食屬於沙羅周期138，共包含70次日食，依次為1472年6月6日至1580年8月10日的7次日偏食、1598年8月31日至2482年2月18日的50次日環食、2500年3月1日的1次全環食（亦稱混合食）、2518年3月12日至2554年4月3日的3次日全食、2572年4月13日至2716年7月11日的9次日偏食，總共歷時1244.08年。其中最長的全食發生於2554年4月3日，共持續56秒。
下表列舉了1901年至2100年間發生的屬於該周期的日食，是第25至35次：
| 25            | 26            | 27            |
| ------------- | ------------- | ------------- |
| 1905年3月6日  | 1923年3月17日 | 1941年3月27日 |
| 28            | 29            | 30            |
| 1959年4月8日  | 1977年4月18日 | 1995年4月29日 |
| 31            | 32            | 33            |
| 2013年5月10日 | 2031年5月21日 | 2049年5月31日 |
| 34            | 35            |               |
| 2067年6月11日 | 2085年6月22日 |               |

## 資料來源
1. ↑  樊忠玉. . 中国天文科普网.   [2016-04-02]. （原始内容存档于2014-09-17）.
2. 1 2  Fred Espenak. . NASA Eclipse Web Site.   [2016-04-02]. （原始内容存档于2020-10-20）.（英文）
3. ↑  Fred Espenak. . NASA Eclipse Web Site.   [2016-04-02]. （原始内容存档于2020-10-23）.（英文）
4. ↑  Xavier M. Jubier. .   [2016-04-02]. （原始内容存档于2019-06-12）.（法文）（英文）
5. ↑  Fred Espenak. . NASA Eclipse Web Site.   [2016-04-02]. （原始内容存档于2017-12-28）.（英文）
6. ↑  Fred Espenak. . NASA Eclipse Web Site.（英文）

## 外部連結
- NASA日食專頁（页面存档备份，存于）（英文）
- 可見區域圖和時間統計：由弗雷德·埃斯佩纳克做出的日食預報，NASA/GSFC
  - Google互動地圖呈現的日食範圍
  - 貝塞爾元素
- Google地圖顯示的日環食和日偏食範圍（页面存档备份，存于）（法文）（英文）

| \| \| 日食 \|                             |                              |                                           |
| 上一次日食： 1922年9月21日日食 （日全食） | 1923年3月17日日食 （日環食） | 下一次日食： 1923年9月10日日食 （日全食） |
| 上一次日環食： 1922年3月28日日食          | 1923年3月17日日食 （日環食） | 下一次日環食： 1925年7月20日日食          |
|                                           | 日食                         |                                           |